# Trifosfato pentasodico
Il trifosfato pentasodico (o più correttamente tri(ortodimeta)fosfato pentasodico) è un polifosfato di sodio.
Insieme al trifosfato pentapotassico è annoverato tra gli additivi alimentari con la sigla E451.
Esso differisce dall'altro polifosfato di sodio e cioè lo esa(meta)fosfato esasodico (detto anche Calgon S o anche sale di Graham), di formula chimica Na6P6O18 per un minore contenuto di fosforo.
Questi polifosfati di sodio sono entrambi usati principalmente (di solito miscelati assieme) come addolcitori ed inibitori di corrosione per il trattamento dell'acqua destinata a caldaie o a scambiatori di calore ad uso domestico o industriale.

## Sintesi
Industrialmente si ottiene per riscaldamento in condizioni controllate di una miscela stechiometrica di idrogenofosfato di disodio Na2HPO4 e diidrogenofosfato di sodio NaH2PO4.
2Na2HPO4 + NaH2PO4 → Na5P3O10 + 2H2O

## Uso
Trova impiego come conservante alimentare per preparazioni di pesce, carne e pollame destinate sia al consumo umano che animale. Viene inoltre usato in dentifrici e detergenti per migliorarne l'azione.
Viene inoltre usato come sequestrante per ridurre la durezza dell'acqua, regolatore di pH e agente emulsionante.

## Effetti ambientali
Per via del suo ampio uso nei detergenti, è una delle principali fonti di fosforo che contribuisce al fenomeno dell'eutrofizzazione delle acque.